# Pakxan
Pakxan (laot. ປາກຊັນ) – miasto w środkowej części Laosu, w prowincji Bolikhamxai, której jest stolicą. Miasto zamieszkuje 22 362 mieszkańców (dane z roku 2006). 
Pakxan leży na wysokości 154 m n.p.m.